# Golgoi
Golgoi (llatí Golgi) fou una antiga ciutat de Xipre famosa per l'adoració d'Afrodita que segons la llegenda ja existia al lloc abans de la seva introducció a Pafos per part d'Agapenor. Plini el Vell esmenta la ciutat però no indica la seva situació. Fou governada pels sacerdots fenicis de Kition.